# Requerimiento
Il Requerimiento (in spagnolo 'ingiunzione') era una dichiarazione di sovranità letta dai conquistadores spagnoli ai nativi del Nuovo Mondo.

## Storia
Nata in conseguenza delle Leggi di Burgos (1512) e scritta nel 1512 dal giurista regio Juan López de Palacios Rubios (1450-1524) nel suo trattato Delle Isole dell'Oceano, voleva essere uno strumento per regolamentare la conquista del Nuovo Mondo. I conquistadores avevano l'ordine di leggerlo ogni volta che si imbattevano in una popolazione indigena, alla presenza di un funzionario regio. La comprensione da parte degli indigeni risultava spesso impossibile, in quanto il testo veniva letto in spagnolo o in latino, e non nella loro lingua. In molte occasioni i conquistatori misero in pratica l'esigenza legale di leggere il testo appena prima di attaccare gli indigeni con le armi. Lo facevano dalle navi o dalla cima di una collina; poi, un notaio certificava per iscritto che i nativi erano stati avvertiti. Altre testimonianze rivelano però che spesso neanche la formalità era rispettata, in quanto gli indigeni venivano prima imprigionati e successivamente veniva letta la dichiarazione.
Di impronta fortemente cattolica ed imperialista, il Requerimiento cominciava con una breve storia dell'umanità, culminante con la nascita di Gesù Cristo, che avrebbe trasmesso poi il proprio potere universale a san Pietro e da lui ai suoi successori (ai quali si riconosce la superiorità del potere spirituale e temporale, e quindi una responsabilità per la salvezza delle anime), uno dei quali, all'epoca papa Alessandro VI, aveva donato il continente americano ai portoghesi e agli spagnoli (Trattato di Tordesillas, 1494), verso i quali si richiedeva la totale sottomissione da parte degli indigeni. In caso di rifiuto o assenza di risposta (eventualità che si ripeteva più spesso), il Requerimiento rappresentava una vera e propria dichiarazione di guerra, giustificata secondo i criteri della dottrina della guerra giusta. Il Requerimiento venne usato per la prima volta da Pedro Arias Dávila a Panama ed entrò in disuso già nel 1525.

## Testo
Uno de los Pontífices pasados que en lugar de éste sucedió en aquella dignidad y silla que he dicho, como señor del mundo hizo donación de estas islas y tierra firme del mar Océano a los dichos Rey y Reina y sus sucesores en estos reinos, con todo lo que en ella hay, según se contiene en ciertas escrituras que sobre ello pasaron, según se ha dicho, que podréis ver si quisieseis.
Así que Sus Majestades son reyes y señores de estas islas y tierra firme por virtud de la dicha donación; y como a tales reyes y señores algunas islas más y casi todas a quien esto ha sido notificado, han recibido a Sus Majestades, y los han obedecido y servido y sirven como súbditos lo deben hacer, y con buena voluntad y sin ninguna resistencia y luego sin dilación, como fueron informados de los susodichos, obedecieron y recibieron los varones religiosos que Sus Altezas les enviaban para que les predicasen y enseñasen nuestra Santa Fe y todos ellos de su libre, agradable voluntad, sin premio ni condición alguna, se tornaron cristianos y lo son, y Sus Majestades los recibieron alegre y benignamente, y así los mandaron tratar como a los otros súbditos y vasallos; y vosotros sois tenidos y obligados a hacer lo mismo.
Por ende, como mejor podemos, os rogamos y requerimos que entendáis bien esto que os hemos dicho, y toméis para entenderlo y deliberar sobre ello el tiempo que fuere justo, y reconozcáis a la Iglesia por señora y superiora del universo mundo, y al Sumo Pontífice, llamado Papa, en su nombre, y al Rey y reina doña Juana, nuestros señores, en su lugar, como a superiores y reyes de esas islas y tierra firme, por virtud de la dicha donación y consintáis y deis lugar que estos padres religiosos os declaren y prediquen lo susodicho.
Si así lo hicieseis, haréis bien, y aquello que sois tenidos y obligados, y Sus Altezas y nos en su nombre, os recibiremos con todo amor y caridad, y os dejaremos vuestras mujeres e hijos y haciendas libres y sin servidumbre, para que de ellas y de vosotros hagáis libremente lo que quisieseis y por bien tuvieseis, y no os compelerán a que os tornéis cristianos, salvo si vosotros informados de la verdad os quisieseis convertir a nuestra santa Fe Católica, como lo han hecho casi todos los vecinos de las otras islas, y allende de esto sus Majestades os concederán privilegios y exenciones, y os harán muchas mercedes.
Y si así no lo hicieseis o en ello maliciosamente pusieseis dilación, os certifico que con la ayuda de Dios nosotros entraremos poderosamente contra vosotros, y os haremos guerra por todas las partes y maneras que pudiéramos, y os sujetaremos al yugo y obediencia de la Iglesia y de Sus Majestades, y tomaremos vuestras personas y de vuestras mujeres e hijos y los haremos esclavos, y como tales los venderemos y dispondremos de ellos como Sus Majestades mandaren, y os tomaremos vuestros bienes, y os haremos todos los males y daños que pudiéramos, como a vasallos que no obedecen ni quieren recibir a su señor y le resisten y contradicen; y protestamos que las muertes y daños que de ello se siguiesen sea a vuestra culpa y no de Sus Majestades, ni nuestra, ni de estos caballeros que con nosotros vienen.
Y de como lo decimos y requerimos pedimos al presente escribano que nos lo dé por testimonio signado, y a los presente rogamos que de ello sean testigos.»
(testo del Requerimiento)

## Fondamenti giuridici e reazioni
Quando ormai la conquista nel Nuovo Mondo era avviata, alcuni teologi avevano affermato che spogliare i nativi americani delle loro terre senza avviso né diritto legale, avrebbe messo in pericolo la salvezza eterna dei re spagnoli. Il Requerimiento venne elaborato dai giuristi proprio come soluzione a questo problema, alla luce della dottrina scolastica della "Guerra giusta": scritto per essere letto di fronte ai nemici prima che cominciasse la battaglia, il documento dava loro l'opportunità di sottomettersi pacificamente all'autorità legittima dei re di Castiglia e Aragona. La ribellione a questa opportunità sarebbe stata una "giusta causa" per una guerra contro di loro: se i nativi non accettavano l'autorità reale, sarebbero stati colpevoli “delle morti e dei danni che da ciò seguiranno”.
Sul Requerimiento, fra Bartolomé de Las Casas disse: 
Significativa fu anche la risposta che la lettura del Requerimiento, fatta dal conquistatore Martín Fernández de Enciso, ispirò ai cacicchi delle tribù del fiume Sinú, nell'attuale Colombia: